# Ana María Cuervo
Ana María Cuervo (Barcelone, 14 juillet 1966) est une biologiste cellulaire espagnole.
Elle étudie la médecine à l'Université de Valence, où elle est diplômée en 1990. En 1994 elle défend sa thèse doctorale sur la biologie cellulaire tout en faisant partie de l'Institut de recherches cytologiques de Valence. De 1995 à 1998 elle réalise des recherches posdoctorales à l'Université Tufts, puis y reste jusqu'en 2001 comme professeure assistante. Cette même année, elle devient également professeure assistante à l'École de médecine Albert Einstein de l'Université Yeshiva à New York. Elle occupe actuellement la chaire Robert et Renée Belfer pour son étude des maladies neurodégénératives, au sein de l'université new-yorkaise.
Elle est considérée comme experte dans le domaine de l'autophagie, processus par lequel les cellules recyclent leurs résidus. Elle est aussi spécialisée dans la biologie moléculaire du vieillissement. Son travail se concentre autour des causes des troubles neurodégénératifs, comme la maladie d'Alzheimer et de Parkinson. Son objectif est de développer des thérapies pour rétablir une propreté cellulaire normale et donc de prévenir l'accumulation de protéines toxiques, sous-produits de la mort cellulaire et des cellules affectées par la maladie.